# Partido Islámico de Malasia
El Partido Islámico de Malasia o Partido Islámico Panmalayo (en malayo: Parti Islam Se-Malaysia) conocido simplemente por su acrónimo PAS, es un partido político islamista malasio fundado el 24 de noviembre de 1951 y registrado formalmente el 31 de agosto de 1955, con el número de registro 733. Es uno de los partidos políticos más antiguos de Malasia, y junto con la Organización Nacional de los Malayos Unidos (UMNO), la Asociación China de Malasia (MCA), y el Congreso Indio de Malasia (MIC), es uno de los únicos cuatro que ha conservado la representación legislativa en todas las legislaturas electas del país, empezando por el Consejo Legislativo Federal de 1955. Sin embargo, solo formó parte del oficialismo federal malasio durante un breve período de tiempo entre mediados de 1972 y finales de 1977.
Con respecto al plano ideológico, el PAS tiene como "objetivo último" la idea de instaurar en Malasia un estado islámico basándose en las leyes del Corán y la Sunnah. Sin embargo, dentro de los "objetivos a corto plazo" recientemente adoptados, el PAS es considerado un partido ideológicamente diverso debido a las diferencias internas con respecto a "la verdadera definición de estado islámico", teniendo numerosas ramas que van desde un islamismo conservador radical de extrema derecha; hasta posturas que citan valores de justicia social, política y económica como parte integral del islam, identificadas estas últimas con la centroizquierda. Tiene también sectores nacionalistas malayos. Ha defendido históricamente la democracia parlamentaria como forma de gobierno, siendo considerado un partido demócrata islámico.
Desde su fundación poco antes de la independencia y conformación del estado malasio, el PAS fue una de las principales fuerzas de oposición al gobierno de la Alianza (coalición compuesta por los tres partidos anteriormente mencionados), alternando con fuerzas seculares y socialistas, a las que también se oponía. Debido a la debilidad y división opositoras, su éxito electoral fue moderado, aunque fue la primera fuerza ajena a la Alianza en obtener gobiernos estatales al arrebatar el control de Kelantan y Terengganu al oficialismo en los comicios de 1959, perdiendo el último estado tras una deserción masiva en 1961, pero conservando el anterior, que sería uno de sus principales bastiones hasta la actualidad. Tras el incidente del 13 de mayo de 1969, el PAS aceptó formar parte de una alianza mucho más amplia, el Barisan Nasional (Frente Nacional) bajo el liderazgo de la UMNO. Sin embargo, la presencia de la fuerza islamista en la coalición provocó fricciones, que desataron una aguda crisis política en noviembre de 1977, provocando la retirada del partido del frente oficialista y la intervención federal del estado de Kelantan.
Tras su salida del oficialismo, el PAS comenzó a declinar como fuerza electoral, adquiriendo un tono cada vez más extremista promovido por su líder Yusof Rawa, y viendo su presencia legislativa drásticamente reducida. A partir de 1989, sin embargo, comenzó un período de arduas reformas bajo el liderazgo de Fadzil Noor, encaminando al partido a centrarse más en cuestiones sociales y económicas, y estableciendo una plataforma electoral moderna. Desde entonces, con Fadzil como líder el PAS empezó a contribuir al escenario opositor general, por encima de su objetivo de establecer un estado islámico, formando varias alianzas con partidos no musulmanes ni malayos. Su viraje más liberal provocó que recuperara el control del estado de Kelantan en 1990, conservándolo hasta la actualidad; y Terengganu en 1999. Tras la muerte de Fadzil, el partido entró en crisis al volver al islamismo de línea dura como plataforma y sufrió una nueva debacle. Entre 2008 y 2015 formó parte de la alianza Pakatan Rakyat (Pacto Popular), el primer frente opositor coherente de la historia del país, alcanzando su apogeo estatal en 2008 al encabezar el ejecutivo de tres estados (Kedah, Perak y Kelantan), pero abandonó la coalición en 2015, citando diferencias con el Partido de Acción Democrática (DAP).
Tras las elecciones federales de 2018, la feroz debacle sufrida por el Barisan Nasional al ser derrotado por primera vez dieron al PAS un nuevo repunte electoral, obteniendo 18 escaños parlamentarios, y los gobiernos estatales de Kelantan y Terengganu.

## Historia

### Origen
El período posterior a la Segunda Guerra Mundial, mientras la península malaya todavía estaba bajo el dominio colonial británico, vio el surgimiento de los primeros movimientos políticos islámicos formales del país. El Partido Nacionalista Malayo (MNP), una organización nacionalista de izquierda, se formó en 1945 y dirigido por Burhanuddin al-Helmy, quien más tarde se convertiría en el presidente de PAS. Fuera del MNP surgió el Consejo Islámico Supremo Panmalayo (MATA) en 1947, y MATA a su vez formó el partido Hizbul Muslimin ("Partido Islámico") en 1948. El objetivo central de Hizbul Muslimin era el establecimiento de una Malaya independiente como un estado islámico.  Sin embargo, el partido no sobrevivió más allá de 1948. La Emergencia Malaya de ese año, ocurrida por una disputa entre el gobierno colonial y el Partido Comunista Malayo, vio a la administración colonial arrestar a varios de los líderes del partido, y el grupo naciente se disolvió. Sin embargo, el partido sirvió como precursor de PAS, suministrando tanto la ideología sobre la cual se formó PAS como algunos de los líderes clave de PAS en sus primeros años.

### Formación del partido (1951-1956)
El PAS fue fundado el 24 de noviembre de 1951, como el Persatuan Islam Se-Malaya (Organización Islámica Panmalaya). La formación del partido fue la culminación de un movimiento creciente entre los clérigos musulmanes dentro de la Organización Nacional de los Malayos Unidos (UMNO) para formalizar una discreta organización política islámica. Sin embargo, al principio, las líneas entre la UMNO y el nuevo partido estaban borrosas. PAS permitió la membresía doble de las dos partes, y muchos de sus primeros líderes fueron también miembros de la UMNO. El primer presidente del partido fue Ahmad Fuad Hassan, un clérigo de la UMNO. Solo duró en el cargo hasta 1953, cuando cayó en desgracia dentro del partido, que ahora estaba desarrollando una identidad más distintiva, y regresó al redil de la UMNO. La partida de Fuad coincidió con el final de la membresía doble. El partido recurrió a Abbas Alias, un médico de educación occidental, como su segundo presidente, aunque no desempeñó un papel activo en el partido y era poco más que un testaferro nominal.
El primer desafío electoral para el PAS fue la elección de 1955 para el Consejo Legislativo Federal, que fue además la primera elección parlamentaria nacional de la Federación Malaya. De los 52 escaños electos, el PAS disputó 11. Los comicios resultaron en una aplastante victoria para la Alianza, una coalición formada por la UMNO, la Asociación China Malaya (MCA), y el Congreso Indio Malayo (MIC), que obtuvo más del 80% de los votos y 51 de los 52 escaños. Aunque el PAS sufrió una fuerte derrota, uno de sus candidatos, Ahmad Tuan Hussein, docente de una escuela islámica de Keiran, Kedah, logró resultar electo por el escaño correspondiente a dicha ciudad, convirtiéndose en la única representación opositora de la primera legislatura electa malaya. A pesar de esta distinción, el mal desempeño del PAS en las elecciones debilitó su mano en las negociaciones con los británicos sobre los términos de la independencia malaya. Su defensa de la protección de los derechos de los malayos y musulmanes, incluido el reconocimiento del Islam como la religión oficial del país, fue ignorada. Alias renunció a la presidencia en 1956 y se la entregó voluntariamente al nacionalista radical Burhanuddin al-Helmy. Este cambio ejemplificó una tendencia más amplia entre los líderes de PAS a fines de la década de 1950: los escalones superiores del partido gradualmente se llenaron de nacionalistas y oponentes a la UMNO desde hace mucho tiempo, reemplazando a los clérigos de la UMNO que inicialmente habían dirigido el partido.

### Principal oposición (1956-1972)
Burhanuddin al-Helmy, un anticolonialista prominente, dirigió el PAS en una dirección prácticamente socialista y nacionalista y se propuso fortalecer la estructura interna y el alcance geográfico del partido. En las elecciones de 1959, las primeras de la Federación Malaya tras su independencia en agosto de 1957, el foco del partido en las circunscripciones rurales, especialmente en el norte, dio sus frutos. Trece candidatos de PAS fueron elegidos para el Dewan Rakyat de 104 miembros, y el partido tomó el control de dos gobiernos estatales, Kelantan y Terengganu (ambos al norte) con mayoría absoluta.
Sin embargo, el panislamismo izquierdista de Burhanuddin, bajo el cual el PAS buscó mayores lazos entre los pueblos musulmanes de Malaya y el archipiélago de Indonesia, pronto llevó al partido a una brecha . El enfrentamiento entre Indonesia y Malasia (Konfrontasi) de 1963-66 convirtió a la opinión popular malaya en contra de Indonesia. Los ataques del PAS contra el gobierno de la Alianza de Tunku Abdul Rahman por buscar ayuda occidental durante el enfrentamiento y el continuo apoyo del partido al panislamismo del sudeste asiático provocaron la pérdida de apoyo en las elecciones de 1964. La cohorte parlamentaria del partido se redujo a nueve, y perdió el gobierno estatal de Terengganu. El partido se volvió más marginado el año siguiente, cuando Burhanuddin fue detenido sin juicio bajo la Ley de Seguridad Interna por acusaciones de que había colaborado con Indonesia.
Las circunstancias políticas del país se modificaron drásticamente antes de la elecciones federales de 1969. El Konfrontasi había terminado, Burhanuddin había sido liberado de la custodia, aunque estaba demasiado enfermo para hacer una campaña activa, y la Alianza estaba sufriendo división interna y una crisis de popularidad. El voto al PAS aumentó a más del 20%, lo que permitió que el partido obtuviera 12 escaños en el Parlamento y conservara por aplastante margen el gobierno estatal de Kelantan. Aunque fue la fuerza más votada en Terengganu con el 49.39% de los sufragios, no accedió al gobierno debido al gerrymandering. Sin embargo, el Parlamento no se reuniría hasta 1971. Los disturbios raciales después de las elecciones provocaron que Tunku Abdul Rahman suspendiera el Parlamento y declarara el estado de emergencia. El país estaría dirigido por un Consejo Nacional de Operaciones por los siguientes dos años. Mientras tanto, Burhanuddin murió en octubre de 1969 y fue reemplazado como presidente del PAS por su adjunto, el Menteri Besar de Kelantan, Asri Muda.

### Barisan Nasional (1972-1977)
Asri llegó a la presidencia después de ser el líder de hecho del PAS durante la larga enfermedad de Burhanuddin. Pero esto no significó una transición perfecta para el partido. Si bien Burhanuddin simpatizaba con las causas y los partidos de izquierda en Malasia, Asri era ante todo un nacionalista malayo y hostil a la política de izquierda. Uno de sus primeros actos como presidente del PAS fue separarse de los aliados opositores de los partidos de izquierda, como el Partido Popular de Malasia (PRM).  Ideológicamente, la presidencia de Asri vería el cambio del partido notablemente lejos del panislamismo de Burhanuddin. El partido se interesó principalmente por la protección y el avance de los derechos de los malayos étnicos. Las actividades del partido también se centraron exclusivamente en la política partidaria, como se refleja en el cambio de nombre en 1971 del "Persatuan Islam Se-Malaysia" (Asociación Islámica Panmalaya o PMIP) al "Parti Islam Se-Malaysia" (Partido Islámico Panmalayo o PAS).
Sin embargo, el cambio más radical de Asri aún estaba por venir. En enero de 1972, anunció, después de varias negociaciones con la UMNO, que el PAS se uniría a la coalición de la Alianza (que luego cambiaría su nombre a Barisan Nasional o Frente Nacional). Después de dos décadas como partido de oposición, el PAS ahora estaría en el gobierno, pero como socio menor de su principal rival, la UMNO. La movida fue controvertida dentro del propio PAS, y algunos de sus miembros y líderes principales abandonaron el partido o fueron purgados por Asri. La justificación principal de Asri para unirse a la UMNO en un gobierno de coalición fue que después de los disturbios raciales de 1969, la unidad malaya era primordial, y que esto requería una asociación entre los dos principales partidos políticos del país de origen étnico malayo. Asri fue nombrado ministro del gabinete del primer ministro Abdul Razak Hussein.
Si la entrada del PAS al Barisan Nasional fue controvertida dentro del propio partido, la reacción de su electorado fue aún más negativa. En las elecciones federales de 1974, aunque el PAS triunfó en los 14 escaños donde presentó candidatos y retuvo el gobierno estatal de Kelantan con la boleta del Barisan Nasional, vio erosionado su apoyo en sus bastiones tradicionales, con una gran cantidad de antiguos partidarios de la fuerza islamista votando a antiguos miembros del PAS que se presentaron como candidatos independientes anti-Barisan. Además, las diferencias cada vez más grandes entre el Gabinete moderado de la UMNO y el PAS islamista encabezado por Asri provocaron fricciones internas, sobre todo después de la muerte de Abdul Razak en enero de 1976. En 1977, el Menteri Besar de Kelantan, el islamista Mohamed Nasir, comenzó a ser cuestionado por su propio partido luego de que este iniciara acciones para investigar los tratos financieros de Asri. A pesar de pertenecer al PAS, Nasir era más favorecido por la UMNO estatal. Asri movilizó a los miembros del PAS de la Asamblea Legislativa del Estado de Kelantan para mover una moción de censura contra Nasir, que hubiera tenido éxito debido a que el islamismo tenía mayoría propia. Los asambleístas de la UMNO llevaron a cabo una huelga, abandonando a Asri, provocando una brecha irreparable en la coalición y causando una crisis política en el estado. El 8 de noviembre de 1977, Hussein declaró la intervención federal de Kelantan, deponiendo a Nasir y a la Asamblea Legislativa dominada por el PAS. 12 de los 14 diputados federales del PAS votaron en contra de la intervención, provocando que el partido fuese expulsado del Barisan Nasional exactamente un mes más tarde, el 8 de diciembre.

### Islamismo radical (1977-1989)
Los comicios federales de 1978 subrayaron que tan desastrosa fue para el PAS la incursión en el Barisan Nasional. El partido vio reducida su representación a cinco escaños parlamentarios y, en elecciones separadas a nivel estatal en Kelantan, fue derrotado por la UMNO y el Frente Islámico Panmalayo (Berjasa), que Nasir había fundado después de abandonar el PAS. Las fortunas del partido en las elecciones de Kelantan no se vieron favorecidas por la prohibición de los mítines electorales públicos; mientras que el Barisan Nasional pudo hacer campaña a través de medios de comunicación obedientes, las conversaciones públicas fueron la principal forma en que PAS podría llegar a los votantes. Para las elecciones de 1982, el partido se estancó ante la presencia de Mahathir Mohamad como primer ministro y la adhesión de Anwar Ibrahim, un popular líder islamista, a la UMNO en lugar de al PAS. De este modo, aunque conservó sus cinco escaños, no pudo obtener más y fracasó en recuperar Kelantan.
El período comprendido entre la salida del Barisan Nasional y el derrocamiento de Asri Muda del liderazgo del PAS (entre 1978 y 1982) vio el surgimiento de una nueva generación de líderes dentro del partido, incluidos clérigos musulmanes con educación extranjera (o "Ulama") como Nik Abdul Aziz Nik Mat y Abdul Hadi Awang. Este grupo buscó reorientar al PAS como un partido islamista y era fundamentalmente hostil a la UMNO, viendo su enfoque nacionalista malayo como algo a expensas del Islam. En 1980, la facción Ulama logró que Yusof Rawa fuera elegido vicepresidente del partido en detrimento de Abu Bakar Omar, aliado político de Asri. En el momento de la asamblea de PAS en 1982, estaba claro para Asri que la facción ulama tenía los números para derrotarlo. Ante esta situación, Asri directamente dimitió durante la asamblea. Posteriormente, comenzó a atacar al nuevo liderazgo partidario a través de los medios y fue expulsado del PAS. En octubre de ese mismo año, Yusof fue elevado a la presidencia, sin oposición.
Los ulama que tomaron el control del partido tenían una ideología basada en la Revolución Iraní de 1979, que servía como fuente de inspiración para establecer un estado islámico; Yusof Rawa había servido como embajador de Malasia en Irán en los años anteriores a la revolución. Yusof rechazó abiertamente el nacionalismo malayo que caracterizaba a la UMNO y al PAS bajo Asri Muda, considerando que era una filosofía estrecha e ignorante que era contraria al concepto de una "Ummah" (Unidad) Musulmana. Para ejemplificar el cambio en la visión ideológica del PAS bajo Yusof y sus colegas ulama, los nuevos líderes del partido adoptaron una forma de vestir más conservadora y religiosa, abandonando la ropa malaya y occidental por el atuendo religioso árabe tradicional. La política entre UMNO y PAS se volvió cada vez más religiosa. El gobierno Barisan Nasional intentó contrarrestar el posible atractivo electoral de la islamización de PAS mediante la creación de varias instituciones islámicas estatales, como la Universidad Islámica Internacional de Malasia. Los líderes del PAS respondieron etiquetando tales iniciativas como superficiales e hipócritas, a los líderes de la UMNO como "infieles" y a la UMNO como el "partido del diablo".
La retórica cada vez más divisiva entre la UMNO y el PAS produjo profundas divisiones en las comunidades malayas, especialmente en los estados del norte. A veces las divisiones se volvieron violentas, el ejemplo más infame fue el incidente de Memali de 1985, en el que el gobierno sancionó un ataque a una aldea liderada por el clérigo de PAS Ibrahim Libia, que dejó catorce civiles y cuatro policías muertos. Fue en este contexto que los ulama enfrentaron el que sería su único desafío electoral, las elecciones federales de 1986. A pesar de que la población de Malasia efectivamente estaba volviéndose más religiosa y conservadora durante la década de 1980, el PAS sufrió su peor derrota electoral al retener tan solo un escaño parlamentario, mientras que el Barisan Nasional se impuso en todas las demás circunscripciones en las que disputó contra él. Ante este revés, el PAS no tuvo más remedio que retirarse de su islamismo de línea dura y seguir un curso moderado. A principios de 1989, Yusof estaba demasiado enfermo para seguir liderando el partido, por lo que dimitió y asumió su vicepresidente, Fadzil Noor, también de la facción ulama.

### Reforma y renacimiento electoral (1989-2002)
Aunque no abandonó el compromiso ideológico del PAS con el establecimiento de un estado islámico, Fadzil moderó la retórica del partido. Como una de sus principales medidas, introdujo profesionales urbanos dentro de las filas del partido para diversificar su liderazgo fuera de los clérigos musulmanes acostumbrados. El liderazgo de Fadzil también se centró en colocar el objetivo del estado islámico como un "objetivo último", mientras que a su vez implementaba una serie de "objetivos a corto plazo", que inclinaban al PAS a centrarse en cuestiones de justicia social, económica y política, generando una plataforma electoral más moderna. La década de 1990 también vio al PAS participar en movimientos islamistas internacionales. Abdul Hadi Awang se hizo activo en una serie de organizaciones y delegaciones islámicas internacionales, y los partidos islamistas en el extranjero enviaron delegaciones a Malasia para observar al PAS.
El primer desafío electoral para la presidencia de Fadzil fueron las elecciones federales de 1990. En conjunto con la renovación partidaria, el clima era favorable debido a la división interna sufrida por la UMNO el año anterior en el contexto de la crisis judicial ocurrida por la disputa entre Mahathir y Tengku Razaleigh Hamzah por las elecciones primarias del partido, en las que Razaleigh acusó a Mahathir de manipulación. Razaleigh abandonó la UMNO y fundó el Partido Semangat 46 (Espíritu del 46), procendiendo a realizar conversaciones con otros partidos de la oposición para fundar una coalición contra Mahathir. Fadzil y Razaleigh lograron fundar el Movimiento de Unidad Musulmana (Angkatan Perpaduan Ummah) junto al Frente Islámico Panmalayo, con el objetivo de distribuirse entre sí los escaños y evitar peleas de tres bandas que beneficiaran al Barisan Nasional. El socialista Partido de Acción Democrática (DAP), liderado por Lim Kit Siang, hizo lo propio con el Partido Popular de Malasia (PRM), al fundar la coalición Concepto Popular (Gagasan Rakyat). Ambas coaliciones se repartieron casi todos los escaños para garantizar una unidad opositora, aunque Fadzil y Lim no lograron llegar a un acuerdo de coalición debido a las fricciones entre el islamismo y el socialismo.
La crisis de la UMNO, sumado a la reforma partidaria, resultó en un abrumador repunte electoral del PAS, que logró ascender a siete escaños parlamentarios y tomar por aplastante margen el control del estado de Kelantan. En dicho estado, la coalición que lideró el partido, junto con Semangat 46 y el BERJASA, obtuvo todos los escaños de la Asamblea Legislativa Estatal, todos los escaños de representación federal en el Dewan Rakyat, y más del 62% del voto popular. Al día siguiente de los comicios, Nik Abdul Aziz Nik Mat, que había jugado un papel clave en la toma de control del partido por los ulama, asumió como Menteri Besar kelantanés, cargo que ocuparía hasta 2013.
Uno de los primeros actos que el PAS buscó realizar en el gobierno estatal de Kelantan fue introducir el hudud, un sistema de sanción penal para delitos islámicos puntuales. La medida fracasó cuando resultó evidente que el gobierno federal no toleraría la implementación de dichas leyes. Para las elecciones de 1995, la oposición se encontraba muy dividida y el oficialismo cada vez más fuerte debido al bienestar económico. Sin embargo, el PAS fue el único partido opositor en lograr evitar una debacle al retener sus siete escaños parlamentarios, su mayoría absoluta en la legislatura kelantanesa y obtener un ligero crecimiento de votos con respecto a los anteriores comicios. Semangat 46 perdió gran parte de su representación y se disolvió un año después de las elecciones, volviendo Razaleigh a la UMNO.
En el momento de las siguientes elecciones, en 1999, las circunstancias externas al PAS habían cambiado sus fortunas para mejor. La crisis financiera asiática de 1997 dividió el gobierno del Barisan Nasional entre los partidarios del primer ministro, Mahathir Mohamad, y su adjunto, Anwar Ibrahim. La expulsión de Anwar por parte de Mahathir en septiembre de 1998 provocó una oposición generalizada, que el PAS aprovechó más que cualquier otro partido de la oposición. El partido llevó a cabo una campaña sofisticada para las elecciones de 1999, aprovechando Internet para eludir las restricciones a las publicaciones impresas y lograr atrapar a los votantes profesionales urbanos sin perder su base tradicional de apoyo rural. Por primera vez, PAS se unió al centroizquierdista y secular Partido de Acción Democrática en una coalición, el Barisan Alternatif (Frente Alternativo), que también incluía al nuevo partido de Anwar Ibrahim, Keadilan. El resultado fue el apogeo histórico del PAS. El partido logró obtener 27 de los 192 escaños parlamentarios y obtuvo victorias aplastantes a nivel estatal en Kelantan y Terengganu, las dos únicas victorias estatales de la oposición durante la jornada.

### Nueva caída (2002-2008)
La muerte de Fadzil Noor en 2002 y su reemplazo por el clérigo conservador y Menteri Besar de Terengganu, Abdul Hadi Awang, coincidieron con un período de división dentro del partido entre sus líderes más jóvenes y profesionales, que buscaban hacer que la ideología islamista de PAS fuera más atractiva para la corriente principal de Malasia, y clérigos conservadores y generalmente mayores. El partido no pudo conciliar los puntos de vista de las dos facciones con una definición coherente del "estado islámico" que preveía la plataforma del partido. El debate en sí mismo provocó que el DAP rompiera con la coalición Barisan Alternatif; como un partido secular con una base principalmente de apoyo étnico chino, no podía apoyar la visión de un estado islámico propagado por los conservadores malayos del PAS. La pérdida de apoyos del partido trajo aparejados los atentados del 11 de septiembre de 2001, que desató temores entre el electorado secular y no musulmán del país a la instauración de un gobierno islamista radical. La renuncia de Mahathir en octubre de 2003 y su reemplazo por Abdullah Ahmad Badawi, un musulmán popular y moderado, incrementó este declive.
Si las elecciones de 1999 habían sido el cenit del partido, las de 2004 fueron su mayor caída. En un Parlamento ampliado a 219 bancas, el PAS vio reducida su representación a tan solo ocho escaños, y perdió el liderazgo de la Oposición Federal ante el DAP, volviendo Lim Kit Siang a dicho cargo. Abdul Hadi Awang no solo perdió su escaño parlamentario, sino que vio al gobierno que lideró en Terengganu expulsado de su cargo después de un período, recuperando el BN la mayoría de dos tercios en la legislatura estatal. En Kelantan, que fue el único estado que la oposición conservó, el PAS triunfó con una mayoría de un solo escaño, y en una circunscripción se impuso por solo 3 votos, por lo que estuvo literalmente a tan solo 4 votos exactos de perder su principal bastión.

### Pakatan Rakyat (2008-2015)
La respuesta de PAS a las elecciones de 2004, al igual que su respuesta al fracaso similar de 1986, fue abandonar la imagen de línea dura que había contribuido a su derrota. Por ahora, el ala profesional urbana en la membresía del partido, traída al partido por Fadzil Noor en la década de 1990, estaba lista para hacerse cargo. Mientras que la presidencia de Abdul Hadi no estaba bajo amenaza, la facción moderada, conocida como los "Erdogans" por el moderado líder islamista turco Recep Tayyip Erdoğan, hizo que sus miembros votaran en otros puestos clave en la asamblea general del partido de 2005. El PAS ahora podía atacar al gobierno de Abdullah Badawi tanto desde la derecha como desde la izquierda: por un lado, criticaba la promoción de Abdullah del Islam Hadhari como una versión diluida del Islam; por otro, atacó al gobierno por su historial de derechos humanos y promovió las causas de la justicia social y económica, incluso para los no musulmanes. El partido también aprovechó el crecimiento de Internet y las redes sociales en Malasia para eludir a los medios de comunicación progubernamentales.
Antes de las elecciones de 2008, el PAS logró negociar con el Partido de la Justicia Popular y el Partido de Acción Democrática, la fundación de una nueva coalición, el Pakatan Rakyat (Pacto Popular). Esta alianza, a diferencia del Barisan Alternatif, centró su campaña en resaltar la democracia liberal y la justicia social, demostrando mucha más coherencia y unidad bajo la figura de Anwar Ibrahim. En los comicios, este cambio se hizo notar, y el nuevo pacto logró arrebatar al Barisan Nasional su mayoría de dos tercios en el Dewan Rakyat, inhabilitándolo para aprobar enmiendas constitucionales sin el apoyo de la oposición. Obtuvo, sin embargo la victoria con el 51.39% del voto popular y 140 de los 222 escaños. El Pakatan Rakyat logró los 82 restantes, con el 47.79% de los sufragios, polarizando la elección y sentado las bases para un probable sistema bipartidista, idea que se subrayó con la victoria estatal del Pakatan Rakyat en cinco gobernaciones. El PAS ahora gobernaba Kedah y Kelantan, con  Azizan Abdul Razak y Nik Abdul Aziz Nik Mat como Menteris Besar, y además encabezaba el ejecutivo de Perak con un legislativo de mayoría reformista y socialista, con Nizar Jamaluddin. Perdería el gobierno perakí al año siguiente, durante una crisis constitucional.
La asamblea general de 2009 del PAS vio fisuras latentes dentro del partido salir a la luz. El vicepresidente en funciones Nasharudin Mat Isa, un nacionalista malayo que promovió una mayor cooperación entre PAS y UMNO, fue desafiado por dos candidatos moderados. Nasharudin sobrevivió con el respaldo de la facción ulama conservadora; sus dos oponentes habían dividido el voto moderado. Pero en la asamblea de 2011, Nasharudin no tuvo tanta suerte: Mohamad Sabu, un líder moderado cercano a Anwar Ibrahim, recibió el apoyo del ala "Erdogan" y lo derrocó. La elección de Sabu fue una derrota significativa para la facción ulama. Fue el primer no clérigo en servir como vicepresidente del partido en más de veinte años.
El Pakatan Rakyat concurrió a las elecciones de 2013 frente a Najib Razak, que había reemplazado a Abdullah como primer ministro en 2009, pero no logró mejorar las fortunas del gobierno, especialmente entre los votantes urbanos. El PAS hizo un esfuerzo concertado para expandir su base de votantes más allá de los estados de la península del norte, y realizó una fuerte campaña en Johor, donde nunca había ganado un escaño parlamentario. La elección fue testigo de un grado significativo de votación étnica cruzada: los votantes chinos en escaños de mayoría malaya decidieron en gran número apoyar el PAS, para maximizar las posibilidades de una victoria nacional de Pakatan Rakyat. El Pakatan Rakyat ganó el 50.87% por ciento del voto popular nacional, aunque no llegó a formar gobierno debido al gerrymandering y el Barisan Nasional conservó la mayoría con 133 escaños y el 47.38% de los votos. El islamismo sufrió, sin embargo, una pérdida neta de dos escaños. Esto fue principalmente atribuible a un giro contra el partido en Kedah, donde la alianza fue expulsada del gobierno estatal después de un período y perdió cuatro escaños parlamentarios.
A pesar del crecimiento opositor, las fricciones entre el PAS y sus dos compañeros centroizquierdistas en la coalición comenzaron a notarse a lo largo de los siguientes dos años, sobre todo después del segundo arresto de Anwar Ibrahim y su inhabilitación política para los siguientes comicios. El 16 de junio de 2015, el secretario general del DAP, Lim Guan Eng, en una declaración a los medios de comunicación anunció que el Pakatan Rakyat había dejado de existir. El asesor de DAP, Lim Kit Siang, dijo que la acción del partido era reconocer la realidad política actual. Añadió que había una necesidad de una nueva coalición política basada en principios, y no en un poder absoluto. La insistencia del PAS en mantener viva la coalición fracasó.

### En solitario (2015-presente)
Tras la disolución del Pakatan Rakyat, el PAS aún liderado por Abdul Hadi comenzó a mostrarse cada vez más colaboracionista hacia el gobierno del Barisan Nasional. En febrero de 2017, Abdul Hadi llegó a declarar públicamente "es mejor estar con la UMNO que con el DAP anti-islam". Al momento de firmarse la Declaración de los Ciudadanos de Malasia, un pacto político entre distintos grupos opositores, en marzo de 2016, entre Mahathir Mohamad (que abandonó la UMNO), el Pakatan Harapan (PKR y DAP) y otros grupos políticos, el PAS envió una delegación a la ceremonia, pero finalmente no firmó. El abandono del Pakatan Rakyat llevó a que varios sectores progresistas del PAS abandonaran el partido, fundándose el Partido de la Confianza Nacional (Amanah), como una fuerza demócrata islámica de centroizquierda, que se unió al Pakatan Harapan.
Para las elecciones de 2018, el PAS fundó su propia coalición, Idea Próspera (Gagasan Sejahtera), de tendencia islamista, junto con otros tres partidos, el Frente Islámico Panmalayo, el Partido del Amor de Malasia, y el Partido de la Alianza Nacional de Malasia. Evidenciando su intención de afectar el voto al Pakatan Harapan, disputó 154 de los 222 escaños, siendo la primera vez en su historia que disputaba una mayoría de dos tercios. Sin embargo, en las elecciones, el PAS solo logró afectar el voto al Barisan Nasional, contribuyendo a su aplastante derrota ante el Pakatan Harapan. Aunque perdió algunos escaños con respecto a 2013, retuvo el gobierno estatal de Kelantan y arrebató al diezmado BN el control de Terengganu.

## Ideología y posición en el espectro político
Según Farish A. Noor, un académico de Malasia que ha escrito una historia completa de PAS:

Desde el día en que se formó el PAS, en noviembre de 1951, el objetivo a largo plazo de crear un estado islámico en Malasia ha sido el faro que ha impulsado a sucesivas generaciones de líderes y miembros del PAS a seguir adelante. Lo que ha cambiado es el significado y el contenido del significante "estado islámico".

De vez en cuando, la búsqueda de un "estado islámico" por parte del PAS ha implicado intentos de legislar por medio del hudud -un sistema de justicia penal islámica- en los estados que gobierna. Tales leyes se aplicarían a todos los musulmanes y no se aplicarían a los no musulmanes. Las asambleas estatales dominadas por PAS en Kelantan y Terengganu aprobaron leyes hudud a principios de la década de 1990 y principios de la década de 2000, respectivamente, aunque ninguna de ellas se ha aplicado debido a la oposición del gobierno federal. El PAS volvió a su búsqueda de leyes hudud después de las elecciones de 2013, señalando que presentaría proyectos de ley en el Parlamento federal para permitir que las leyes, todavía en los libros de leyes en Kelantan, se hagan cumplir. Los proyectos de ley requerirían una mayoría de dos tercios en el Parlamento, ya que implican enmiendas constitucionales.
Después de la debacle electoral de PAS en 2004, el partido buscó ampliar sus políticas más allá del islamismo. Entre otras cosas, el partido se centró en pedir mejores libertades civiles y relaciones raciales. Sin embargo, estos cambios de política han demostrado ser controvertidos dentro del partido; los conservadores los han considerado parte de una dilución del compromiso de PAS con un estado islámico.
Cuando se derrotó a PAS en Terengganu, se redujo la aplicación de los códigos de vestimenta femeninos. El gobierno estatal de PAS en Kelantan prohíbe los teatros tradicionales de danza malaya, prohibió los anuncios que muestran a mujeres que no están vestidas por completo, e hizo cumplir el uso de pañuelos en la cabeza, aunque permitieron cines segregados de género y conciertos. Algunos organismos controlados por el gobierno presionan a los no musulmanes para que también lleven el pañuelo en la cabeza, y todos los estudiantes de la Universidad Islámica Internacional de Malasia y mujeres en la Real Policía de Malasia deben usar pañuelos en las ceremonias públicas. Algunos miembros del PAS desean que se promulgue la pena de muerte para los musulmanes que intenten convertirse a otras religiones.

## Liderazgos

bandera alternativa del PAS, basado en la bandera de Sang Saka Merah

| Nombre                 | Posición                                       |
| ---------------------- | ---------------------------------------------- |
| Mursyidul Am           | Tuan Guru Dato' Ustaz Hashim Jasin             |
| Diputado Mursyidul Am  | Datuk Ahmad Yaakob                             |
| Presidente             | Abdul Hadi Awang, YB Dato' Seri Tuan Guru Haji |
| Vicepresidente         | Tuan Ibrahim Tuan Man, Tuan Guru Dato'         |
| Vicepresidente I       | Ahmad Samsuri Mokhtar                          |
| Vicepresidente II      | Nik Amar Abdullah                              |
| Vicepresidente III     | Idris Ahmad                                    |
| Jefe de Dewan Ulama    | Mahfuz Mohamad, Tuan Guru Dato'                |
| Jefe de Dewan Pemuda   | Nik Abduh Nik Abdul Aziz, YB Ustaz             |
| Jefe de Dewan Muslimat | Ustazah Nuridah binti Mohd Salleh              |
| Secretario General     | Takiyuddin Hassan                              |
| Tesorero Honorario     | Asmuni Awi, Tuan                               |
| Jefe del Portavoz      | Mahfuz Omar, YB Dato' Haji                     |
| Jefe de Elección       | Mustafa Ali                                    |

## Presidentes
| Nombre               | Período de servicio                                |
| -------------------- | -------------------------------------------------- |
| Ahmad Fuad Hassan    | 24 de noviembre de 1951 - 23 de septiembre de 1953 |
| Abbas Alias          | 23 de septiembre de 1953 - 25 de diciembre de 1956 |
| Burhanuddin al-Helmy | 25 de diciembre de 1956 - 10 de octubre de 1969    |
| Asri Muda            | 10 de octubre de 1969 - 23 de octubre de 1982      |
| Yusof Rawa           | 23 de octubre de 1982 - 30 de marzo de 1989        |
| Fadzil Noor          | 30 de marzo de 1989 - 23 de julio de 2002          |
| Abdul Hadi Awang     | 23 de julio de 2002 - presente                     |

## Resultados electorales
El PAS es el único partido opositor malayo que ha participado y obtenido representación parlamentaria en todas las elecciones federales celebradas en Malasia desde 1955 hasta la actualidad. En las elecciones de 1955, primeras antes de la independencia, el PAS obtuvo un solo escaño y fue, durante gran parte de la legislatura (hasta que el Partido Progresista Popular ganó una elección parcial en 1957), la única representación opositora en el parlamento. Su diputado, el islamista Haji Ahmad Tuan Hussein, sería apodado "Sr. Oposición" durante este período. A pesar de haber disputado todas las elecciones desde la independencia, solo en seis ocasiones (1959, 1964, 1978, 1982, 1986 y 2018) ha presentado suficientes candidaturas para aspirar a una mayoría absoluta, y solo en la última ocasión, en 2018, disputó una mayoría de dos tercios (154 sobre 222).
|  | 4.06 % |

|  | 19.84 % |

|  | 21.27 % |

|  | 36.31 % |

|  | 14.64 % |

|  | 29.13 % |

|  | 20.67 % |

|  | 45.35 % |

|  | 7.01 % |

|  | 82.71 % |

|  | 15.48 % |

|  | 26.48 % |

|  | 14.46 % |

|  | 35.84 % |

|  | 15.50 % |

|  | 24.78 % |

|  | 7.01 % |

|  | 43.39 % |

|  | 7.22 % |

|  | 26.79 % |

|  | 14.99 % |

|  | 46.83 % |

|  | 15.33 % |

|  | 35.17 % |

|  | 14.36 % |

|  | 45.90 % |

|  | 14.78 % |

|  | 45.41 % |

|  | 16.91 % |

|  | 21.35 % |

## Medio

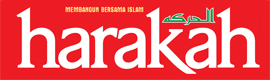
el logotipo de harakah

Harakah es un periódico semanal y también unos medios de comunicación oficiales para el PAS. Se publica una vez por semana; todos los lunes y viernes. El periódico está completamente escrito en Malayo; a pesar también hay una pequeña sección en Inglés y Jawi.